# Israelitische Religionsgemeinschaft Baden
Die Israelitische Religionsgemeinschaft Baden K.d.ö.R (IRGB) ist eine in Gemeinden untergliederte jüdische Religionsgemeinschaft in Baden. Sie ist neben der Israelitischen Religionsgemeinschaft Württemberg einer von zwei jüdischen Landesverbänden im Bundesland Baden-Württemberg (IRGB und IRGW). Die IRGB hat ihren Hauptsitz in der größten Mitgliedsgemeinde in Karlsruhe. Landesverbandsvorsitzender Rami Suliman ist zugleich Vorsitzender der Jüdischen Gemeinde Pforzheim. Vier der zugehörigen zehn Gemeinden wurden erst nach 1989 wiedergegründet (Pforzheim, Emmendingen, Lörrach und Rottweil). Zusammen haben die Gemeinden der IRGB 5132 Mitglieder (Stand: 2020).

## Charakteristik
Das Verhältnis zwischen Baden-Württemberg und der Religionsgemeinschaft wurde in einem Staatsvertrag geregelt und ergibt sich außerdem aus der Verfassung (Art. 140 GG, 139 WRV), wonach die IRGB als altkorporiert, also als verfassungsfest gilt. 
Sie ist Mitglied im Zentralrat der Juden in Deutschland und umfasst heute zehn Gemeinden mit 5200 Mitgliedern. Die IRGB in Baden ist in die jüdischen Gemeinden von Emmendingen, Pforzheim, Baden-Baden, Freiburg, Heidelberg, Rottweil/Villingen-Schwenningen, Karlsruhe, Lörrach, Mannheim und Konstanz untergliedert. Eine Besonderheit gilt für Villingen-Schwenningen und für Rottweil: Sowohl die im November 2001 gegründete Jüdische Gemeinde für Villingen-Schwenningen und Schwarzwald Baar e.V als auch die im Dezember 2002 gegründete Israelitische Kultusgemeinde Rottweil gehören zur Israelitischen Religionsgemeinschaft Baden, obwohl sich Rottweil und Teile der Stadt Villingen-Schwenningen im Gebiet von Württemberg befinden. Vor der Shoa bestanden rund 100 jüdische Gemeinden in Baden. Eine Vielzahl von Gemeinden wurden in den letzten Jahrzehnten des 19. Jahrhunderts infolge der Landflucht aufgelöst und deren Vermögen in die Oberratskasse bzw. den Religionsschul- und Pensionsfonds der Religionsgemeinschaft überführt.
Die Gemeinden sind nicht (mehr) selbständig oder (originär) autonom. Bereits in dem Edikt von 1809, der ersten  Verfassung der Israelitischen Religionsgemeinschaft Baden, wurden die Gemeinden als dem Oberrat „unterstellt“ verfasst; wie auch in allen folgenden Satzungen der Religionsgemeinschaft bis heute die Gemeinden als „untergliedert“ organisiert sind und Befugnisse, Aufgaben und Rechte von der Religionsgemeinschaft auf sie abgeleitet werden. Danach ist die Religionsgemeinschaft, anders als die jüdischen Verbände anderer Bundesländer, kein „Landesverband autonomer Gemeinden“, sondern eine in Gemeinden untergliederte Religionsgemeinschaft. Die Religionsgemeinschaft hat das Verfassungsrecht, ihren Gemeinden die öffentlich-rechtliche Körperschaftsform vom Land anerkennen oder aberkennen zu lassen (letzterer Fall lag dem Urteil des VGH BW vom 20. Juni 2008 bezüglich der Gemeinde Konstanz zugrunde).

## Geschichte
1809 wurde erstmals die Israelitische Religionsgemeinschaft Baden durch staatliches Edikt als öffentlich-rechtliche Korporation verfasst. 1862 gab es 24099 Juden in Baden. Die Religionsgemeinschaft untergliederte sich damals in 221 Orten in 123 jüdische Gemeinden und viele Filialgemeinden. 1933 gab es noch 20617 Juden in Baden. Am 22. Oktober 1940 wurden in der Wagner-Bürckel-Aktion über 6000 Juden aus Baden und dem Saarland in das Camp de Gurs deportiert.
Die Israelitische Kultusgemeinde Konstanz verklagte 2006 den jüdischen Landesverband in Baden auf Zahlung von Zuschüssen sowohl für die Gemeindearbeit als auch zum Bau der Synagoge. Die IRGB verweigerte die Zahlung und beanspruchte des Weiteren ein Grundstück, das die Stadt Konstanz der jüdischen Gemeinde geschenkt hatte, um dort die neue Synagoge zu Konstanz zu errichten. Der 4. Senat des Verwaltungsgerichtshofs Baden-Württemberg (VGH) verwies in seiner Entscheidung vom 27. Februar 2007 auf die ausschließliche Zuständigkeit des Schieds- und Verwaltungsgerichts beim Zentralrat der Juden in Deutschland für religionsinterne Streitfälle. Religionsinterne Streitfälle sind die, die die hoheitliche Organisationsgewalt der Religionsgemeinschaft nicht berühren. Die hoheitliche Organisationsgewalt über die Gemeinden steht der Religionsgemeinschaft zu (Urteil des VGH Baden-Württemberg vom 20. Juni 2006). Seit dem 9. November 2016 wird von der IRG Baden die neue Synagoge für die Synagogengemeinde Konstanz K.d.ö.R. gebaut. Die Fertigstellung ist auf Frühjahr 2019 angesetzt. 

## Vertrag mit der Landesregierung 2021
Am 28. Januar 2021 unterzeichnete die Landesregierung einen Vertrag mit den Israelitischen Religionsgemeinschaften Baden und Württembergs zum Schutz jüdischer Einrichtungen und zur gemeinsamen Abwehr von Antisemitismus. Im Rahmen des Vertrags wird die Landesregierung im Jahr 2021 für bauliche Sicherungsmaßnahmen von jüdischen Einrichtungen Mittel in Höhe von zunächst einer Million Euro zur Verfügung stellen. Für personelle Sicherheitsmaßnahmen sowie für Alarm- und Meldesysteme stellt das Land in den dann kommenden drei Jahren der Vertragslaufzeit zudem rund 1,17 Millionen Euro jährlich bereit. Des Weiteren unterstützt die Landesregierung den Aufbau einer Jüdischen Akademie für Baden-Württemberg bis 2024 mit jährlich 200.000 Euro. Das Land und die Israelitischen Religionsgemeinschaften beabsichtigen, den Vertrag nach Ablauf ggf. angepasst zu verlängern.